# Милован Раєваць
Милован Раєваць ((серб. Милован Рајевац / Milovan Rajevac; нар. 2 січня 1954, Чаєтина) — колишній югославський футболіст, що грав на позиції захисника. Після завершення ігрової кар'єри — футбольний тренер.

## Ігрова кар'єра
У дорослому футболі дебютував 1975 року виступами за «Борац» (Чачак), в якому провів три сезони.
Своєю грою за цю команду привернув увагу представників тренерського штабу «Црвени Звезди», до складу якої приєднався 1978 року. Відіграв за белградську команду наступний сезон своєї ігрової кар'єри, але закріпитись в основному складі не зумів.
1979 року став гравцем «Воєводини».
З 1982 року знову, цього разу два сезони, захищав кольори «Бораца» (Чачак).
Завершив професійну ігрову кар'єру у клубі «Слобода» (Ужице), за який виступав протягом 1985–1986 років.

## Кар'єра тренера
Розпочав тренерську кар'єру невдовзі по завершенні кар'єри гравця, 1989 року, очоливши тренерський штаб клубу «Борац» (Чачак). Після цього очолював «Слободу», в якій до цього виступав наприкінці кар'єри професійного футболіста.
З 2000 по 2002 рік працював помічником головного тренера в пекінському клубі «Бейцзін Гоань». 2004 року був виконуючим обов'язки головного тренера в клубі «Црвена Звезда».
З серпня 2006 по вересень 2007 року керував клубом «Воєводина». Потім з січня по серпень 2008 року очолював «Борац» (Чачак), після чого став головним тренером збірної Гани, про що було офіційно повідомлено 12 серпня, контракт був укладений строком на 2 роки. Спочатку більшість ганських вболівальників були незадоволені, оскільки хотіли бачити на чолі збірної більш відомого тренера, але такий варіант виявився неможливим через те, що імениті претенденти на цей пост запросили надто велику суму. У підсумку вболівальники змирилися і вирішили судити про роботу нового тренера по результату. Ну а після успішного виступу Гани в відбірковому турнірі до чемпіонату світу 2010 року і на Кубку африканських націй 2010 (2-е місце) багато вболівальників стали називати Раєваця найкращим тренером в історії збірної Гани. Під керівництвом Раєваца збірна Гани стала єдиною африканською командою, якій вдалося вийти з групи у фінальному турнірі ЧС-2010 в ПАР.
В подальшому очолював саудівський «Аль-Аглі».
Наступним місцем тренерської роботи була збірна Катару, команду якого Милован Раєваць очолював як головний тренер протягом 2011 року.
15 червня 2016 року став головним тренером словенського «Рудара» (Веленє), проте вже за 11 днів залишив клуб, прийнявши пропозицію очолити національну збірну Алжиру. Утім і в Алжирі надовго не затримався — пішов у відставку вже у жовтні того  ж 2016 року, після двох проведених на чолі алжирців офіційних матчів.
У квітні 2017 був запрошений очолити тренерський штаб національної збірної Таїланду. Готував команду до участі у Кубку Азії 2019 року, проте на самій континентальній першості керував її діями лише під час першої гри групового етапу проти збірної Індії — мачт таїландці розгромно (1:4) програли, після чого сербського спеціаліста наступного ж дня, 7 січня 2019 року, було звільнено з посади.
У вересні 2021 року він вдруге очолив національну збірну Гани, щоб керувати нею на Кубку африканських націй в Камеруні, що пройшов на початку наступного року. Там збірна Гани посіла останнє місце у своїй групі, набравши лише одне очко. Гана поступилася Коморським островам та Марокко, а також розписала нічию з Габоном. Це був найгірший виступ збірної Гани на турнірі із 2006 року. Тоді національна команда також не спромоглася подолати груповий етап турніру. В результаті після цього у січні 2022 року серба було звільнено.

## Титули і досягнення
Тренер
- Срібний призер Кубка африканських націй: 2010